# Stazione di Anzano del Parco
Stazione di Anzano del Parco vasútállomás Olaszországban, Lombardia régióban, Anzano del Parco településen.

## Vasútvonalak
Az állomást az alábbi vasútvonalak érintik:
- Como–Lecco-vasútvonal

## Kapcsolódó állomások
A vasútállomáshoz az alábbi állomások vannak a legközelebb:
- Stazione di Brenna-Alzate
- Stazione di Merone